# Jack Farthing
Pour les articles homonymes, voir Farthing.
Jack Farthing est un acteur britannique, né le 14 octobre 1985 à Londres.
Il est mondialement connu pour son rôle du banquier George Warleggan dans la série historique Poldark (2015-2021) diffusée sur Netflix et la BBC. Il a également joué dans plusieurs films à succès : The Riot Club (2014), et plus récemment Spencer et The Lost Daughter (2021).

## Filmographie

### Cinéma
- 2014 : The Riot Club  de Lone Scherfig : George
- 2015 : Burn Burn Burn  de Chanya Button : Dan
- 2015 : Waiting for Dawn  de Richard Cousins : le détective privé Peter Francis
- 2019 : Official Secrets de Gavin Hood : Andy Dumfries
- 2020 : Love Wedding Repeat de Dean Craig : Marc
- 2021 : Spencer de Pablo Larraín : Charles III
- 2021 : The Lost Daughter de Maggie Gyllenhaal : Joe
- 2025 : Islands de Jan-Ole Gerster : Dave

#### Courts-métrages
- 2010 : Shakespeare's Globe: Romeo and Juliet : Benvolio
- 2010 : Love's Labour's Lost : Dumaine
- 2013 : Camelot : Danny
- 2015 : Rest Stop de Patrick Abernethy

### Télévision
- 2012 : Pramface : Mitchell (1 épisode)
- 2012 : Silk : Patrick Telford (1 épisode)
- 2013 : Dancing on the Edge : le jeune serveur (1 épisode)
- 2013 : Da Vinci's Demons : Botticelli (1 épisode)
- 2013 : Hercule Poirot : Gerald Paynter (1 épisode)
- 2013-2014 : Blandings : Freddie Threepwood (13 épisodes)
- 2014 : Cilla : John Lennon (2 épisodes)
- 2015-2020 : Poldark : George Warleggan
- 2018 : ABC contre Poirot (The ABC Murders) (mini-série)
- 2022 : Chloé : Richard